# Jan Jakob Maria de Groot
Johannes Jacobus Maria de Groot (Schiedam, 18 februari 1854 - Grosslichterfelde (Berlijn), 24 september 1921) was een Nederlands sinoloog en godsdienstgeschiedkundige.
Jan Jakob Maria de Groot was van oorsprong een godsdienstgeschiedkundige en dacht net als veel anderen in die tijd dat spiritualiteit de basis was voor veel religieuze, filosofische en politieke uitingen in het Chinees Keizerrijk. Tegen het eind van de 19e eeuw vormde hij samen met Gustaaf Schlegel de leiding van de sinologie van de Universiteit Leiden. In 1902 ging de Groot naar de Humboldt-Universiteit Berlijn. Een verzoek aan Otto Franke om hem in Leiden op te volgen draaide op niets uit. Uiteindelijk zou hij door een inmiddels ouder geworden Otto Franke opgevolgd worden in Berlijn.
De Groot hoorde tot de school die geen plaats in de sinologie toebedeelde aan kritiek van sinologen. Een poging van Erich Haenisch om Erwin von Zach tot Berlijn toe te laten draaide op niets uit. Het gevolg was dat Haenisch' eigen rol in Berlijn nagenoeg uitgespeeld was.
In september 1914 was De Groot een van de ondertekenaars van het Manifest der 93, ook bekend geworden als Aufruf an die Kulturwelt. De Groot was een van de weinige niet-Duitsers. Dat manifest, gepubliceerd op 4 oktober, was opgesteld door Ludwig Fulda en ondertekend door 93 bekende kunstenaars en wetenschappers als Max Planck en Wilhelm Röntgen. De tekst pleitte voor meer begrip voor de positie van Duitsland en voor de Duitse militaire acties in België (elders in Europa de verkrachting van België genoemd).